# 元均 (北魏)
元 均（げん きん、478年 - 529年）は、北魏の皇族。字は世平。

## 経歴
淮南王元顕（拓跋他の子の拓跋吐万の子）の次男として生まれた。20歳になる前に員外散騎侍郎の位を受けた。関右大使をつとめ、洛陽に帰ると、員外散騎常侍・寧朔将軍となった。ほどなく冠軍将軍の号を受けた。関中大都督として出向し、成績を孝荘帝に賞賛されて通直散騎常侍・征虜将軍に進んだ。河梁で孝荘帝を迎えた功績により、安康県開国伯に封じられ、散騎常侍・平東将軍の位を加えられた。529年（永安2年）6月21日、洛陽の邸で死去した。享年は52。使持節・征東将軍・青州刺史の位を追贈された。孝武帝のとき、さらに驃騎大将軍・儀同三司・冀州刺史の位を贈られた。

## 妻子

### 妻
- 京兆杜氏（? - 535年）

### 子
- 元忻之（長子）
- 元慶鸞（東魏の武定末年に司徒諮議参軍）
- 元慶哲（司農少卿）

## 伝記資料
- 『魏書』巻16 列伝第4
- 王諱均墓誌（元均墓誌）